# А
Ne pas confondre avec la lettre latine A ‹ A, a ›, la lettre grecque alpha ‹ Α, α ›, la lettre latine alpha ‹ Ɑ, ɑ ›, la syllabe cherokee go ‹ Ꭺ, ꭺ › ou les syllabes canadiennes gho porteur ‹ ᗅ › et ro porteur ‹ ᗋ ›.
Pour les articles homonymes, voir A.
Cette page contient des caractères spéciaux ou non latins. S’ils s’affichent mal (▯, ?, etc.), consultez la page d’aide Unicode.

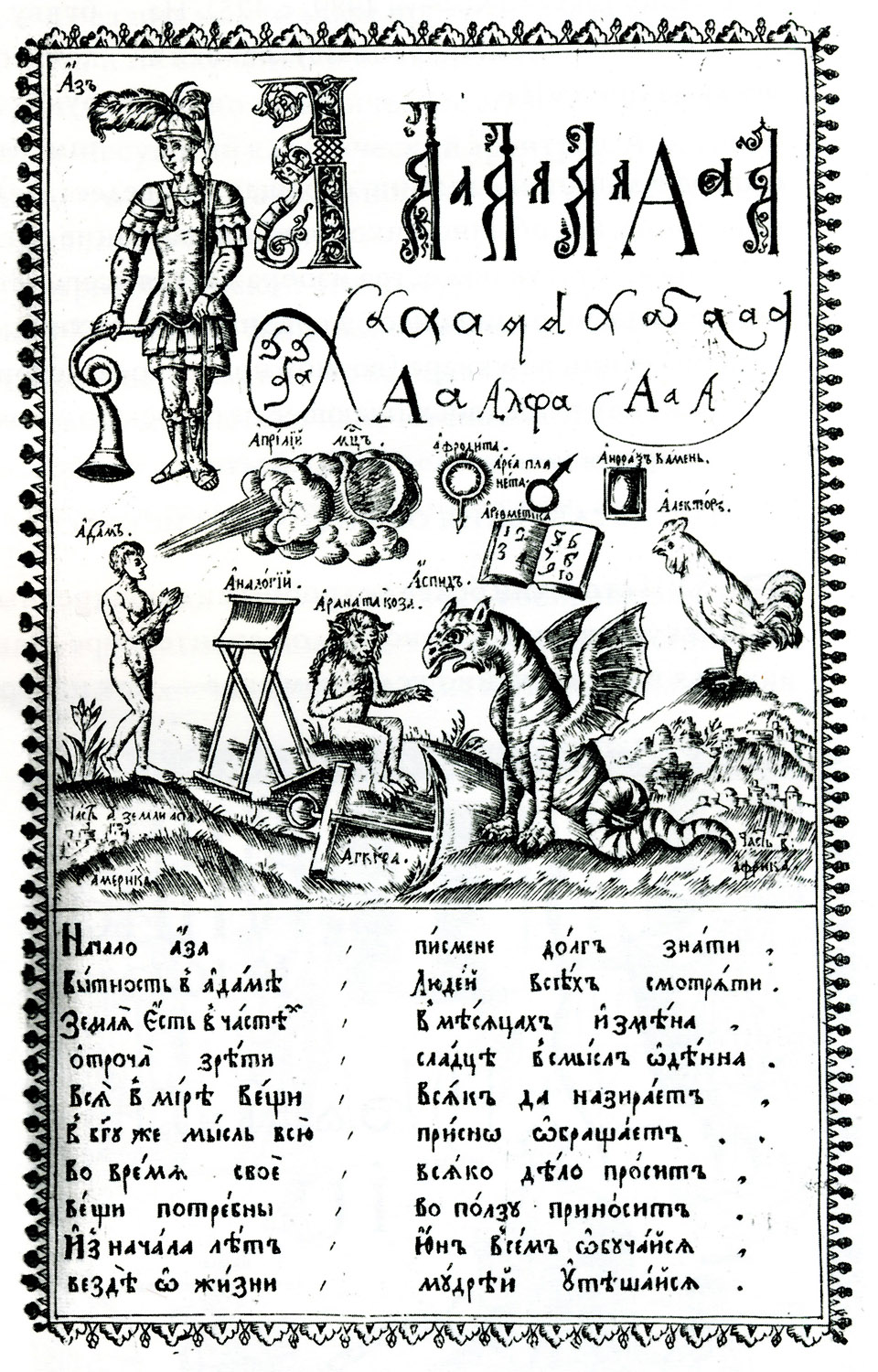
Les formes du a dans l’Alphabet de Karion Istomin de 1694.

A (capitale А, minuscule а) est la première lettre de l'alphabet cyrillique.

## Linguistique
Dans la plupart des langues qui utilisent l'alphabet cyrillique, comme le russe, le serbe, le macédonien et le bulgare, cette lettre est prononcée /a/ (notation de l'API). En ingouche ou en tchétchène, elle peut également se prononcer /ɑ/ ou /ə/.

Elle est toujours romanisée par la lettre latine a.

## Histoire
La lettre A dérive directement de la lettre grecque alpha, d'une manière similaire aux origines de la lettre A de l'alphabet latin. Dans les premiers temps de l'alphabet cyrillique, elle s'appelait azǔ (азъ).
Elle a possédé diverses graphies au cours de l'histoire, mais sa forme standard est désormais strictement identique à celle de la lettre latine A.

## Diacritiques
La lettre A peut-être munie de diacritiques dans l'écriture d'un certain nombre de langues utilisant l'alphabet cyrillique :
- Ӓ : A avec tréma (same de Kildin)
- А́ : A accent aigu
- А̀ : A accent grave
- Ӑ : A avec brève (tchouvache)
- А̄ : A macron
- А̊ : A rond en chef
- Ӓ̄ : A tréma et macron

## Représentation informatique
Le A peut être représenté avec les caractères Unicode (Cyrillique) suivants :
| forme     | représentation | chaîne de caractères | point de code | description                   |
| --------- | -------------- | -------------------- | ------------- | ----------------------------- |
| capitale  | А              | А                    | U+0410        | lettre majuscule cyrillique a |
| minuscule | а              | а                    | U+0430        | lettre minuscule cyrillique a |

Il peut aussi être dans des anciens codages :
- ISO/CEI 8859-5 :
  - Capitale A : B0
  - Minuscule а : D0
- KOI8-R :
  - Capitale A : E1
  - Minuscule а : C1
- Windows-1251 :
  - Capitale A : C0
  - Minuscule а : E0